# Gunnar Engberg
Karl Gunnar Engberg, född 28 januari 1884 i Norrköping, död 2 juli 1967 i San Diego, var en svensk skeppsbyggare.
Gunnar Engberg var son till tulluppsyningsmannen Per Adolf Engberg. Han utexaminerades från Norrköpings tekniska elementarskola 1901 och från Chalmers tekniska instituts skeppsbyggarkurs 1904. Engberg företog därefter 1905–1907 studieresor i Storbritannien, Tyskland och USA, där han bland annat var anställd vid Portland Company i Maine, Newport News Shipbuilding Company i Virginia och New York Shipbuilding Company i Camden. Efter hemkomsten var han 1907–1917 varvsingenjör vid Eriksbergs Mekaniska Verkstad i Göteborg, där han 1917–1947 var verkställande direktör. Under Engbergs ledning av företaget som från 1915 ingick i Broströmskoncernen utvidgades verksamheten betydligt. Åren 1914–1915 byggdes Göteborgs första flytdocka vid varvet, och 1922 Skandinaviens största flytdocka med en lyftkapacitet av 22 000 ton.